# Абу Френсіс
Абу Френсіс (англ. Abu Francis, нар. 27 квітня 2001, Аккра, Гана) — ганський футболіст, півзахисник бельгійського клубу «Серкль Брюгге».

## Ігрова кар'єра
Абу Франсіс починав займатися футболом в Гані, в академії «Право на мрію». У 2019 році він перебрався до Єаропи, де приєднався до данського клубу «Норшелланн», з яким підписав свій перший професійний контракт. У липні 2019 року футболіст провів дебютну гру у данському чемпіонаті. Тоді ж було прийняте рішення про продовження контракту з клубом до літа 2023 року.
Влітку 2022 року, за рік до закінчення контракту, Франсіс перейшов до стану бельгійського «Серкль Брюгге», з яким уклав угоду до 2025 року. 27 серпня Франсіс зіграв першу гру у новій команді.